# Fiskalklippe
Dieser Artikel wurde aufgrund inhaltlicher und/oder formaler Mängel auf der Qualitätssicherungsseite des Portals Wirtschaft eingetragen. 
Du kannst helfen, indem du die dort genannten Mängel beseitigst oder dich an der Diskussion beteiligst.

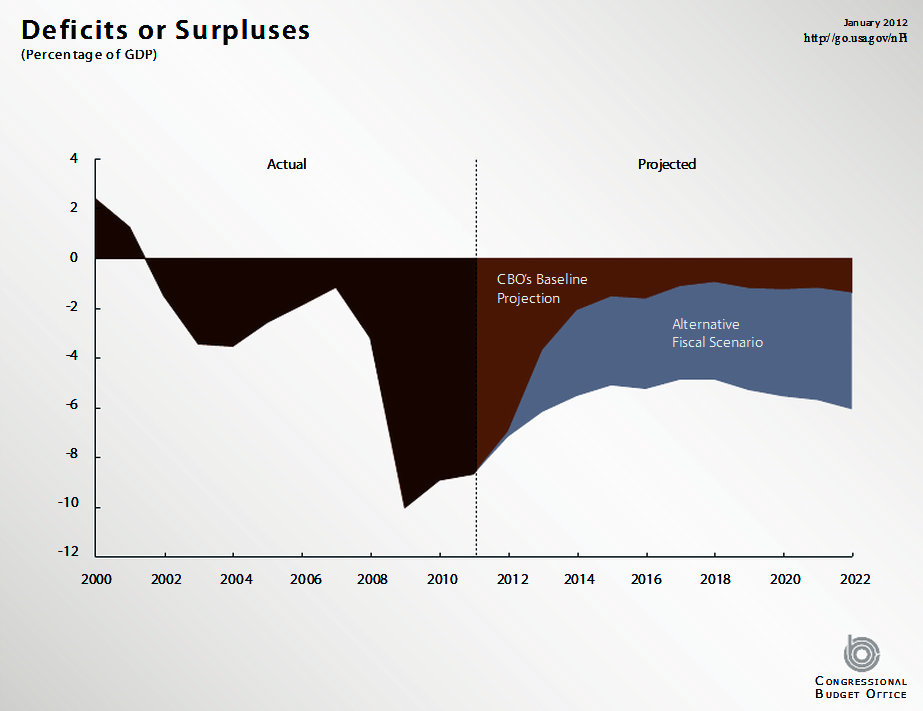
Haushaltsdefizite hochgerechnet bis 2022. Die „CBO Baseline“ zeigt die Auswirkungen der Fiskalklippe nach dem geltenden Recht. Das „alternative Szenario“ stellt dar, was passieren würde, wenn der Kongress Bushs Steuersenkungen verlängert und die durch den Budget Control Act-verordneten Ausgabenkürzungen nach dem Jahr 2012 widerriefe.

Die Fiskalklippe (auch fiskale Klippe, fiskalische Klippe bzw. Haushaltsklippe, englisch fiscal cliff) beschreibt in der haushaltspolitischen Debatte der USA die Tatsache, dass zum Ende des Jahres 2012 verschiedene Steuersenkungen auslaufen und gleichzeitig Ausgabenkürzungen in Kraft treten müssen, damit die Staatsverschuldung der USA einen vorgeschriebenen Höchstwert nicht überschreitet. Die Fiskalklippe wird deshalb auch mit der Schuldenbremse verglichen.
Die damit verbundene drastische Reduktion des Haushaltsdefizits ab dem Jahr 2013 dürfte sich stark dämpfend auf das prognostizierte Wirtschaftswachstum auswirken, falls wachstumspolitische Gegenmaßnahmen nicht beschlossen werden. Das Defizit – die Differenz zwischen den Einnahmen der Regierung und ihren Ausgaben – wird durch die Fiskalklippe im Jahr 2013 voraussichtlich halbiert. Das Congressional Budget Office (CBO) schätzt jedoch, dass die plötzlichen Kürzungen wahrscheinlich zu einer Rezession Anfang 2013 führen werden und die wirtschaftliche Aktivität erst nach 2013 wieder in Schwung kommt.
Die Gesetze, die zur Fiskalklippe führen, beinhalten auch Steuererhöhungen durch den Wegfall von Steuervergünstigungen aus der Bush-Ära (Tax Relief, Unemployment Insurance Reauthorization, and Job Creation Act of 2010) und Ausgabenkürzungen im Rahmen des Haushaltskontroll-Beschlusses (englisch Budget Control Act) von 2011. Der Budget Control Act wurde auf Grund des Versagens des 111ten Kongresses, einen Staatshaushalt zu genehmigen, verabschiedet und war ein Kompromiss, um die Schuldenkrise der Vereinigten Staaten zu bewältigen. Die Republikaner im Kongress weigerten sich, einer Erhöhung des Höchststeuersatzes zuzustimmen, es sei denn, es würden zugleich tiefe Einschnitte bei den Ausgaben beschlossen, um einem ausgeglichenen Haushalt näherzukommen und die Höhe der nationalen Schulden zu senken, die aufgelaufen waren. Der Budget Control Act beinhaltet auch eine sofortige Erhöhung der Schuldenobergrenze, zusammen mit einem Mechanismus, der zwei weitere Erhöhungen ermöglicht. Er sieht zusätzlich automatische Ausgabenkürzungen ab dem 2. Januar 2013, vor.
Es wird prognostiziert, dass infolge der Fiskalklippe im Fiskaljahr 2012–2013 die Steuereinnahmen um 19,63 Prozent jährlich steigen und die Ausgaben um 0,25 Prozent  pro Jahr sinken werden. Diese Veränderungen würden die Steuereinnahmen in etwa auf ihren historischen Durchschnittswert, von 18 Prozent des BIP, zurückführen. Die Ausgaben blieben nominal ungefähr auf gleicher Höhe und entsprächen dem Niveau von 2009. Einige größere Programme, wie Social Security, Medicaid, staatliche Löhne (inklusive Sölde und Pensionen) und Veteranen-Begünstigungen, wären von den Kürzungen ausgenommen. Ausgaben für die Bundesbehörden und Ministerien würden durch umfassende Einschnitte – die sogenannte „budget sequestration“ – gesenkt.
Die Reduzierung des Defizits zielt auf eine Verlangsamung des Schuldenwachstums der Vereinigten Staaten. Obwohl sie weiter wüchsen, würden die voraussichtlichen Schulden in den nächsten zehn Jahren um 7,1 Billionen US-Dollar, oder 70 Prozent, niedriger ausfallen. Dies hätte ein niedrigeres Verhältnis von Schulden zur Wirtschaftsleistung (BIP) zur Folge. Wegen ihrer kurzfristigen Auswirkungen auf die Wirtschaft, einschließlich einer möglichen Rezession, haben diese Änderungen heftige Reaktionen hervorgerufen, sowohl inner- als auch außerhalb des Kongresses. Es wurde verlangt, einige oder alle Steuersenkungen zu verlängern und die Einsparungen auf breiter Front mit gezielteren Kürzungen zu ersetzen.
Zusätzlich kann sich die Debatte durch die Erwartung erhitzen, dass die Schuldenobergrenze bereits vor Ende des Jahres 2012 erreicht wird, wenn nicht „außerordentliche Maßnahmen“ ergriffen werden. Nahezu alle Vorschläge, die Fiskalklippe zu umschiffen beinhalten eine Verlängerung einiger Teile des Tax Relief Act von 2010 oder den Budget Control Act von 2011 abzuändern oder beides, was wiederum das Defizit durch geringere Steuern und/oder höhere Ausgaben vergrößert.